# Borbély Sándor (labdarúgó)
Borbély Sándor (1900. december 12. – 1987. augusztus 26.), román válogatott labdarúgó.
A román válogatott tagjaként részt vett az 1930-as világbajnokságon.